# Gagra
Gagra (en georgiano: გაგრა; en abjasio: Гагра;  en ruso: Гагра) es una ciudad que pertenece a la parcialmente reconocida República de Abjasia, centro del distrito de Gagra, aunque de iure es la capital del municipio de Gagra de la República Autónoma de Abjasia de Georgia. Su clima subtropical hizo de Gagra un popular balneario climático en tiempos de la Unión Soviética y todavía frecuentado por turistas rusos.

## Toponimia
Según algunos eruditos georgianos, Gagra se deriva del significado de Gakra (nuez en lengua esvana). Según el maestro de turismo deportivo soviético Bondaryev, el nombre de la ciudad proviene del clan local Gagaa. Según el profesor V. Kvarchija, Gagra significa "el poseedor de la costa" en abjasio (Gagra se mencionaba como Kakara, Kakkari en mapas antiguos).

## Geografía
Gagra se encuentra a orillas del mar Negro, situada a 83 km de Sujumi y a 22 km al sur de Sochi (Rusia). Limita con los municipios de Jolódnaya Rechka al noroeste y Koljida en el sureste.

### Clima
Su situación en las estribaciones de los Montes de Gagra crean un microclima único, protege la ciudad de los vientos fríos y mantiene caliente el aire del mar. Esto convierte a Gagra en uno de los lugares más cálidos y secos de la costa del Cáucaso en el Mar Negro. La temperatura media anual del aire alcanza 15,2 °C, la cantidad de precipitación es de 1400 mm/año. También es posible nadar en el mar de mayo a octubre. 

## Historia

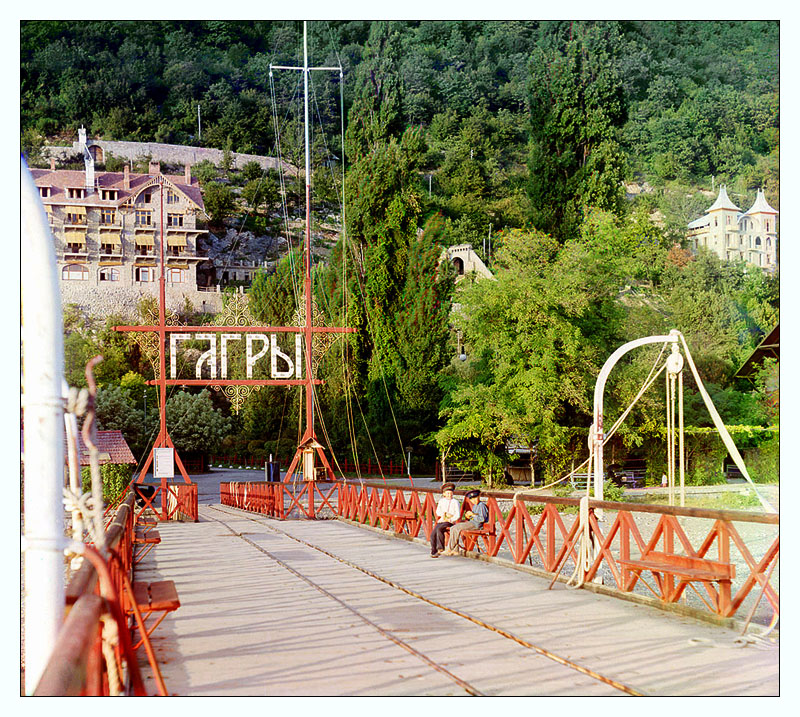
Imagen del embarcadero de Gagra entre 1905 y 1915.

La ciudad fue establecida como una colonia griega llamada Triglite, habitada por griegos y cólquidos. Estuvo bajo control del reino del Ponto en el siglo I a. C. antes de ser absorbida por el Imperio romano, que la renombró como Nitika. Su posición geográfica llevó a los romanos a fortificar la ciudad, que era atacada reiteradamente por los godos y otros invasores. Después de la caída de Roma, su sucesor, el Imperio bizantino, tomó el control de la ciudad. Junto al resto de Abjasia, Gagra se incorporó al reino georgiano de Imereti desde el siglo IX en adelante. Se volvió un asentamiento comercial importante en el cual predominaban los meraderes genoveses y venecianos, que intercambiaban madera, miel, cera y esclavos. El nombre "Gagra" aparece por primera vez en un mapa de 1308 hecho por el italiano Pietro Visconti, el cual se encuentra ahora en la Librería de San Marcos en Venecia.
En el siglo XVI, Gagra (junto al resto de Abjasia) fue conquistada por el Imperio otomano. Los mercaderes del oeste fueron expulsados y la ciudad entró en un período prolongado de declive, con gran parte de la población huyendo a las montañas. En el siglo XVIII la ciudad había sido reducida a poco más que una villa rodeada de bosques y pantanos. Sus fortunas fueron restauradas en el siglo XIX cuando el Imperio ruso se expandió hasta la región, anexionando a Abjasia. Los pantanos fueron drenados y el pueblo fue reconstruido alrededor de un nuevo hospital militar. Su población, sin embargo, era todavía pequeña: en 1866, un censo reveló que en Gagra vivían 336 hombres y 280 mujeres, mayormente familias locales u oficiales del ejército con quienes dependían de ellos. El pueblo fue golpeado durante la Guerra ruso-turca (1877-1878), cuando las tropas turcas invadieron el pueblo, lo destruyeron y expulsaron a la población local. Rusia ganó la guerra, sin embargo, y volvió a reconstruir Gagra. 
Después de la guerra, el pueblo fue "descubierto" por el príncipe Alejandro de Oldenburgo, un miembro de la realeza rusa. Él vio el potencial del clima subtropical de la región y decidió construir un resort de clase alta allí. Habiendo acumulado una gran suma de dinero del gobierno, se construyó un palacio y un número de edificios en una variedad ecléctica de estilos provenientes de toda Europa. Se instaló un parque con árboles tropicales e, incluso, pericos y monos importados para darle un aspecto exótico. A pesar del costoso trabajo, el lugar no fue inicialmente un éxito, aunque más tarde atrajo a un número creciente de turistas extranjeros en cruceros por el mar Negro.
En la revolución rusa de 1905, un levantamiento local produjo un gobierno revolucionario en el pueblo, que fundó una "República de Gagra", la cual fue pronto derrotada acompañada por un arresto en masa de los revolucionarios. La Primera Guerra Mundial unos años más tarde fue un desastre para Gagra, destruyendo el intercambio turístico del que dependía. La revolución rusa de 1917 poco tiempo después vio a los bolcheviques tomar la ciudad; a pesar de un intento francés de repelerlos durante la Guerra Civil rusa, la ciudad fue firmemente incorporada a la nueva Unión Soviética.
El líder bolchevique, Lenin, firmó un decreto en 1919 que establecía un "resort para obreros" en Gagra, nacionalizando el que Oldemburgo había construido. Se convirtió en un resort popular para los ciudadanos soviéticos y durante la Segunda Guerra Mundial ganó un nuevo rol como sitio para la rehabilitación de los soldados heridos. Después de la guerra, se construyeron varios sanatorios allí. El resort creció y se desarrolló intensamente como parte de la "Riviera Soviética".

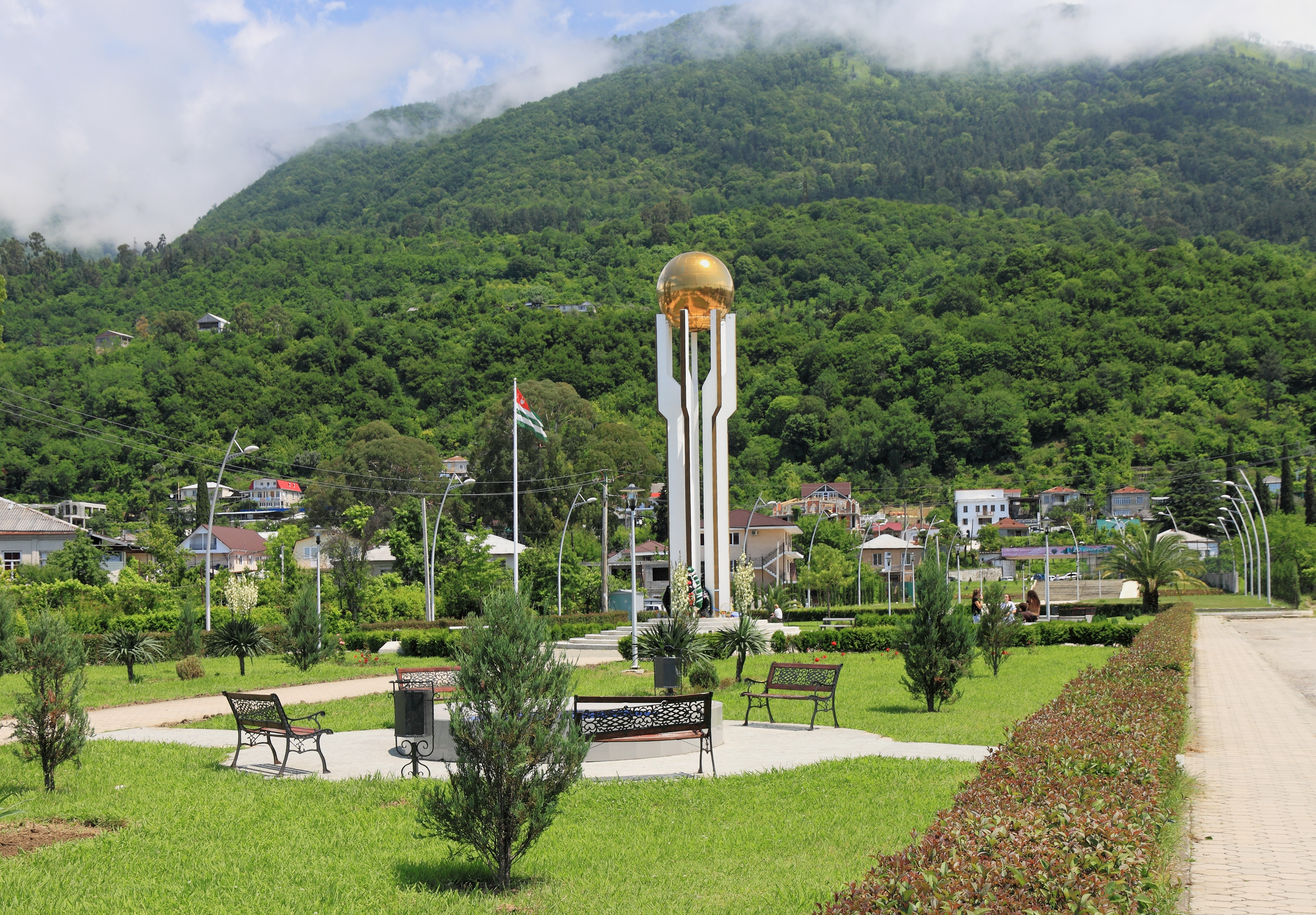
Parque de la Memoria de Gagra

A fines de la década de 1980, crecieron las tensiones entre las comunidades georgianas y abjasias en la región y una guerra total estalló entre 1992 y 1993, la guerra en Abjasia. Esto terminó en una derrota catastrófica de las fuerzas del gobierno georgiano, que llevó a miles de georgianos étnicos fueron expulsados de sus hogares en Abjasia (un proceso en el que cientos murieron), lo que denomina la limpieza étnica de georgianos en Abjasia. Gagra y la capital abjasia, Sujumi, estuvieron en el centro del conflicto y sufrieron graves daños. Por ejemplo, el notable comandante rebelde checheno Shamil Basáyev luchó en Gagra del lado de Abjasia como comandante de un grupo de voluntarios chechenos.
Hoy en día la ciudad estaba gobernada por separatistas abjasios, que gradualmente reconstruyeron la ciudad a pesar de la falta de fondos para hacer todas las reparaciones y el hecho de que la ciudad quedó medio abandonada después de la guerra. Sin embargo, los habitantes, en su mayoría rusos, continuaron yendo de vacaciones y, después del reconocimiento de la independencia de Abjasia por parte de Rusia en 2008, la ciudad comenzó a florecer gradualmente de nuevo.

## Demografía
La evolución demográfica de Gagra entre 1926 y 2019 fue la siguiente:
| 3656                                                | 9808 | 14 023 | 23 025 | 21 134 | 24 061 | 10 717 | 12 364 | 12 162 | 12 115 | 12 065 | 12 042 | 12 002 |
| (Fuente: Population of Abkhazia since Soviet times) |      |        |        |        |        |        |        |        |        |        |        |        |

La población ha sufrido un descenso de alrededor del 50% por la guerra, manteniéndose aun así como una de las ciudades más pobladas de Abjasia. En el pasado no había un grupo étnico dominante, siendo las comunidades más grandes las de rusos y georgianos. Actualmente la mayoría de población son abjasios, con unas minorías importantes de armenios y rusos, ya que la mayoría de georgianos se vieron forzados a huir tras la guerra. Según el censo de 1959, la mayoría de la población local eran rusos.
|              | 1979      | 1979       | 2011      | 2011       |
| Grupo étnico | Población | Porcentaje | Población | Porcentaje |
| ------------ | --------- | ---------- | --------- | ---------- |
| Georgianos   | 5486      | 26%        | 332       | 2,8%       |
| Abjasios     | 1903      | 9%         | 6531      | 52,8%      |
| Rusos        | 7398      | 35%        | 2355      | 19%        |
| Ucranianos   | 865       | 4,1%       | 219       | 1,8%       |
| Armenios     | 4341      | 20,5%      | 2406      | 19,5%      |
| Griegos      | 354       | 1,7%       | 119       | 1%         |
| Total        | 21 134    | 100%       | 12 364    | 100%       |

## Infraestructura

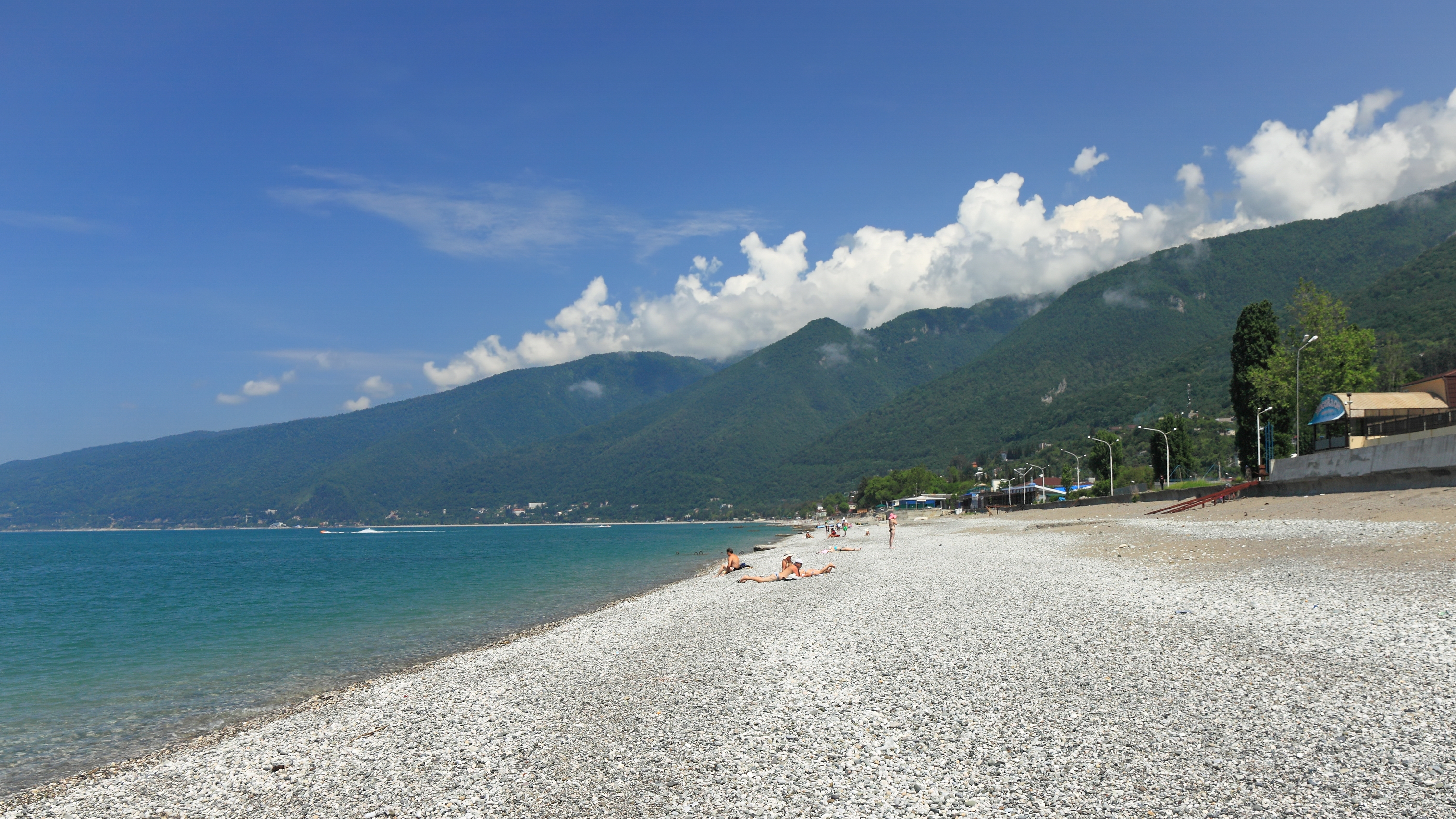
Playa de Gagra

### Monumentos y lugares de interés
El principal motivo para visitar Gagra suele ser su playa y su tiempo, pero hay numerosos monumentos que visitar.
Uno de ellos es la iglesia de Gagra (siglo VI), un templo que se considera el más antiguo de Abjasia. De esa misma época también se encuentran las ruinas de la fortaleza de Abaata, datada en los siglo IV-V. En un estado de conservación deficiente está el mucho más moderno palacio del Príncipe de Oldemburgo, del mismo siglo que la torre defensiva de Marlinsky.
Hay otros lugares de interés como el monumento a los soldados caídos en la Segunda Guerra Mundial, el restaurante Gagrysh. En los alrededores de Gagra está las cueva más profunda del mundo con 2196 m de profundidad, la cueva de Voronia.

### Transporte
En los años 1903-1918, un carruaje tirado por caballos funcionó en Gagra. Actualmente, el transporte público en la ciudad está representado por autobuses del operador Gagra PATP. Hay servicios cada hora entre Gagra y Pitsunda.
También hay un servicio ferroviario de pasajeros entre Sochi y Sujumi.

## Galería

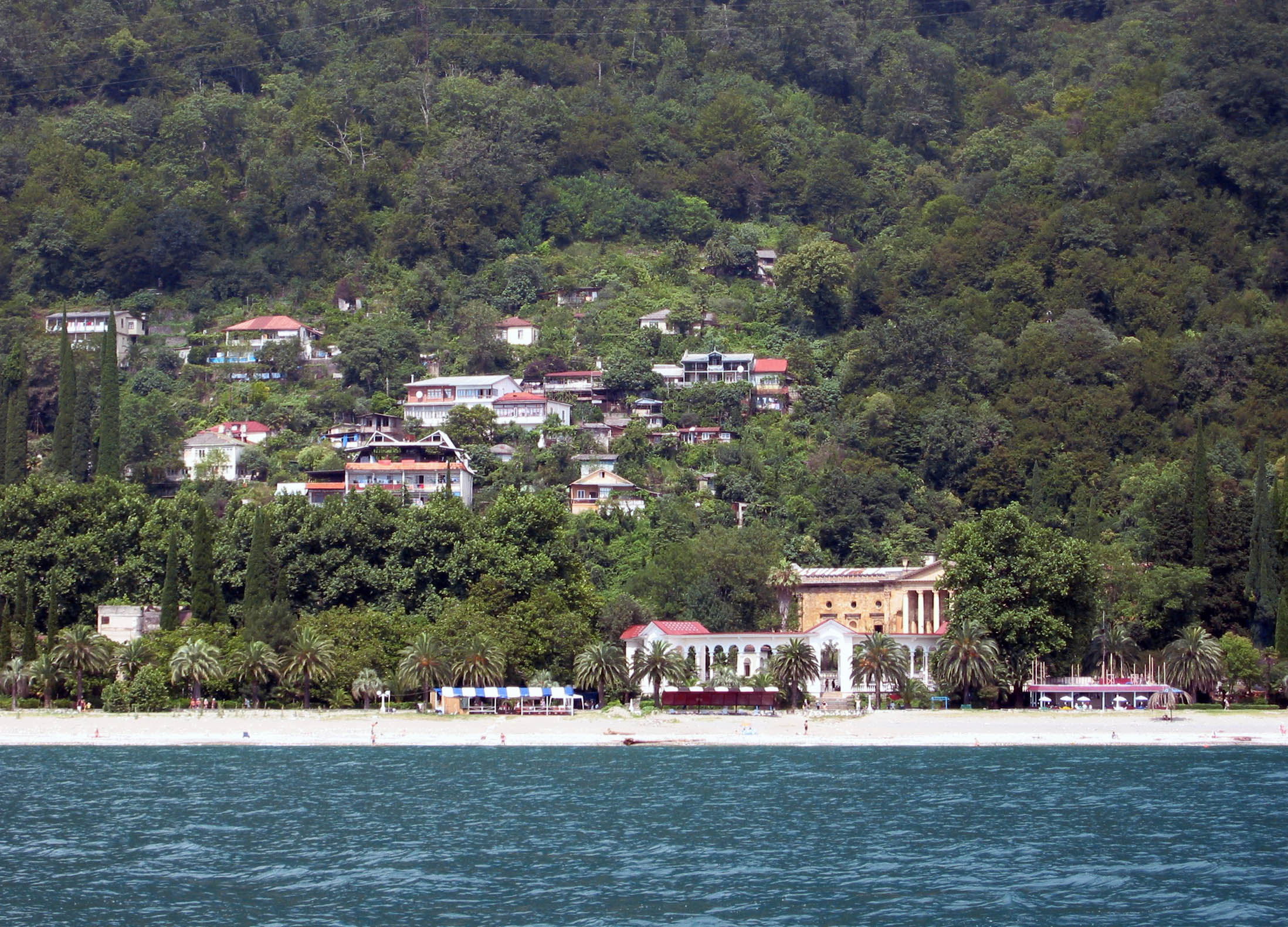
Vista de Gagra desde el Mar Negro
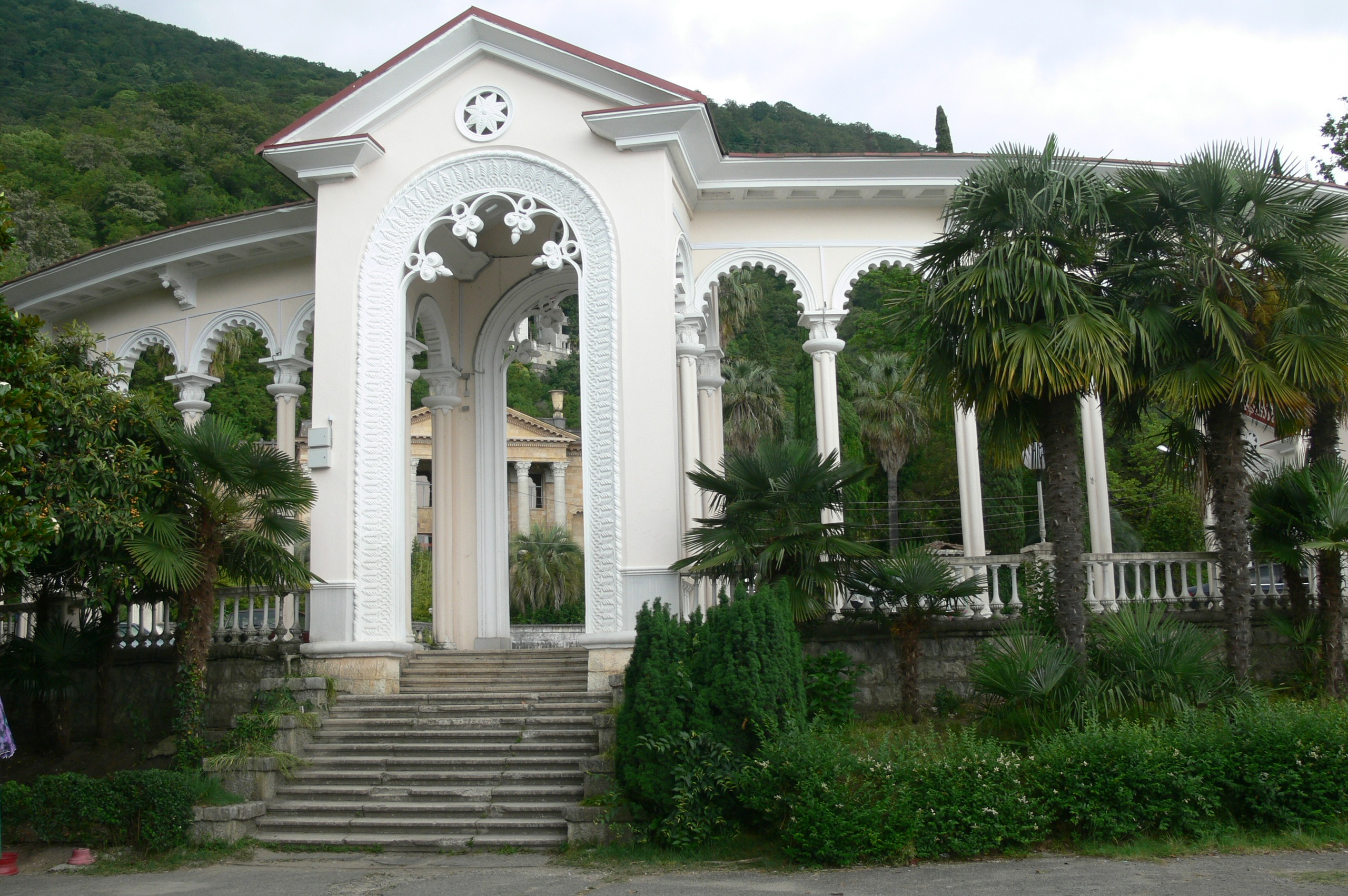
Parque
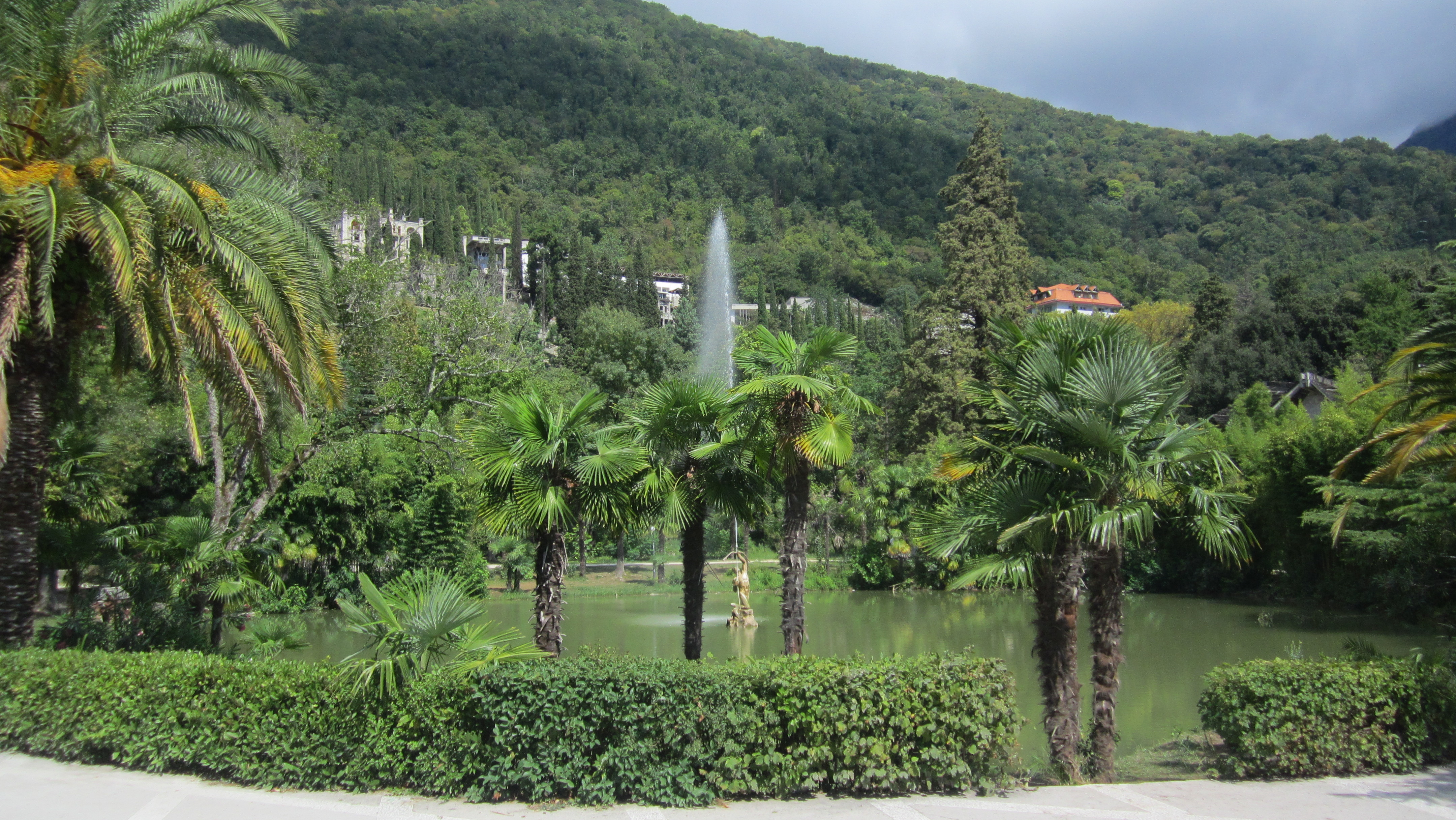
Fuente en el parque junto al mar
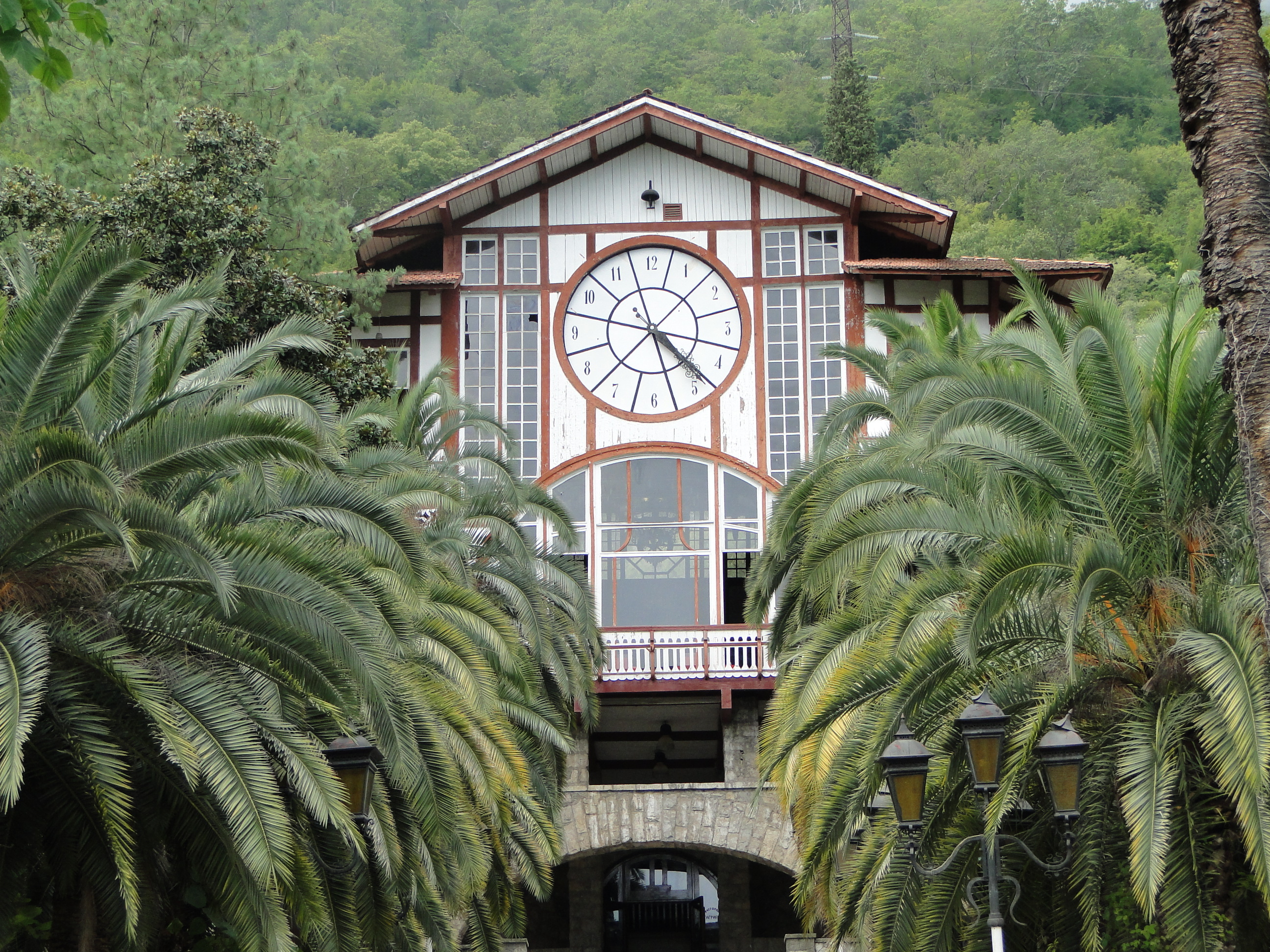
Restaurante Gagrypsh
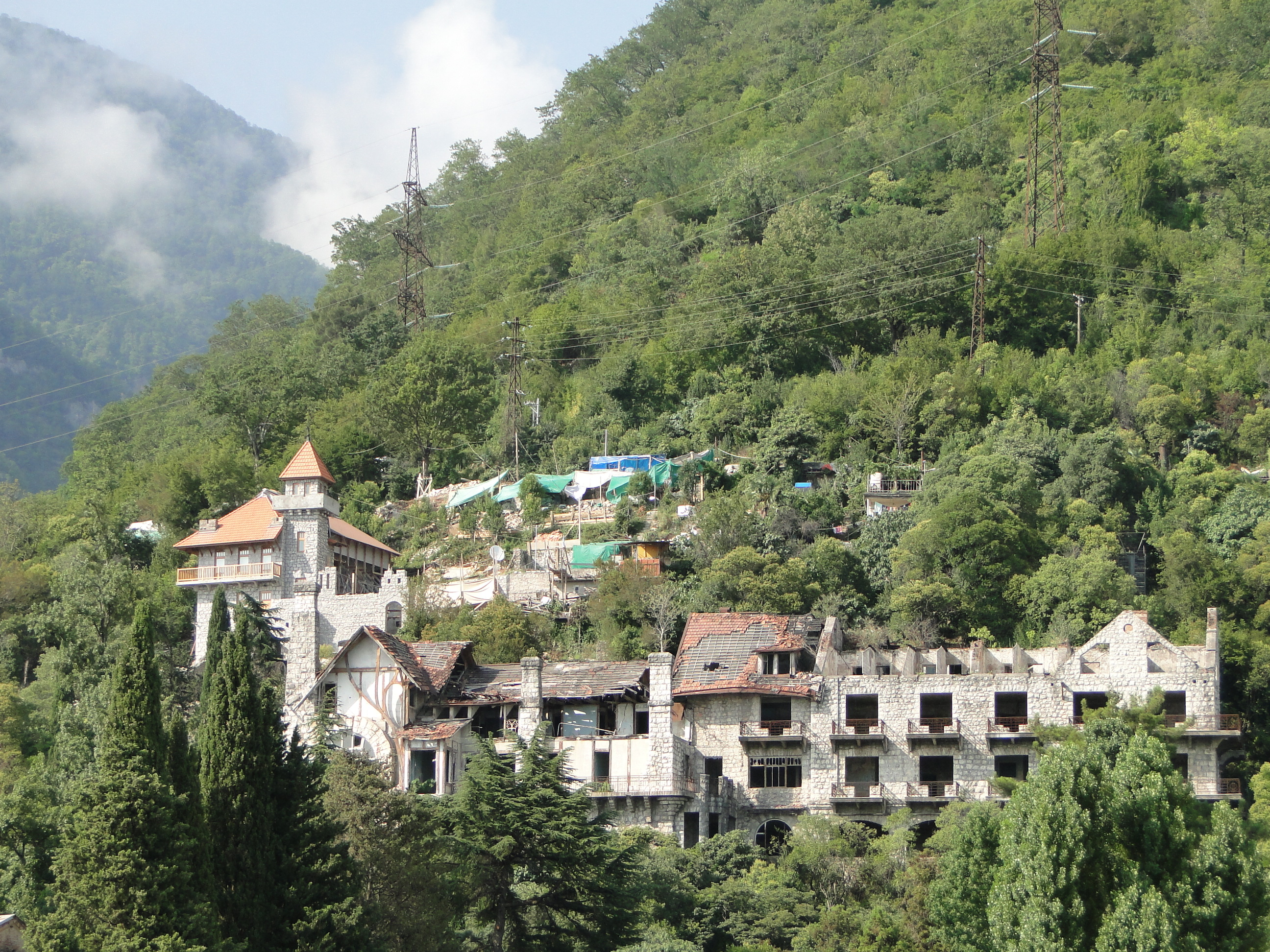
Castillo del duque de Oldenburgo
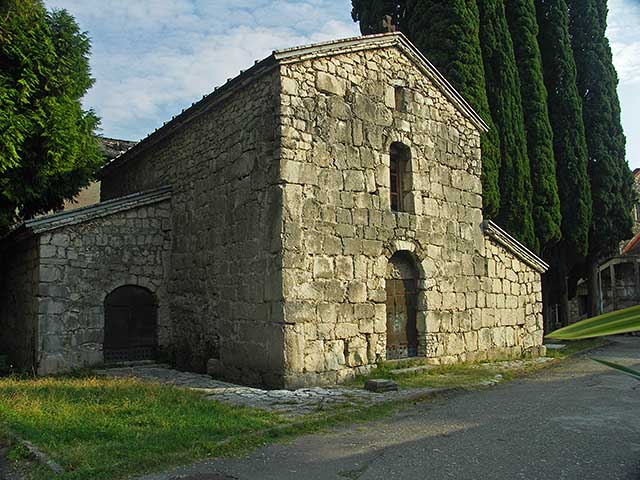
Iglesia de Gagra
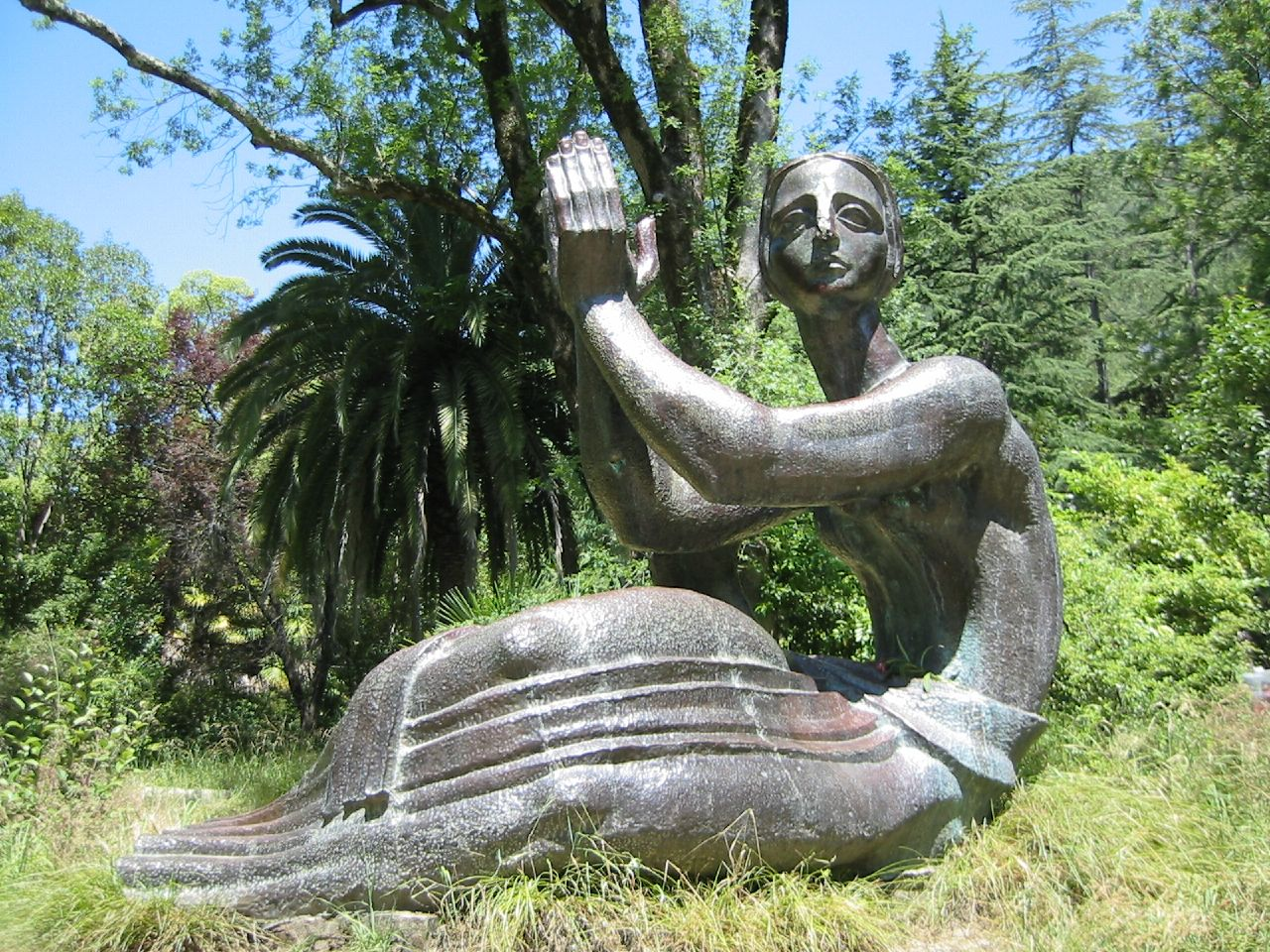
Estatua soviética
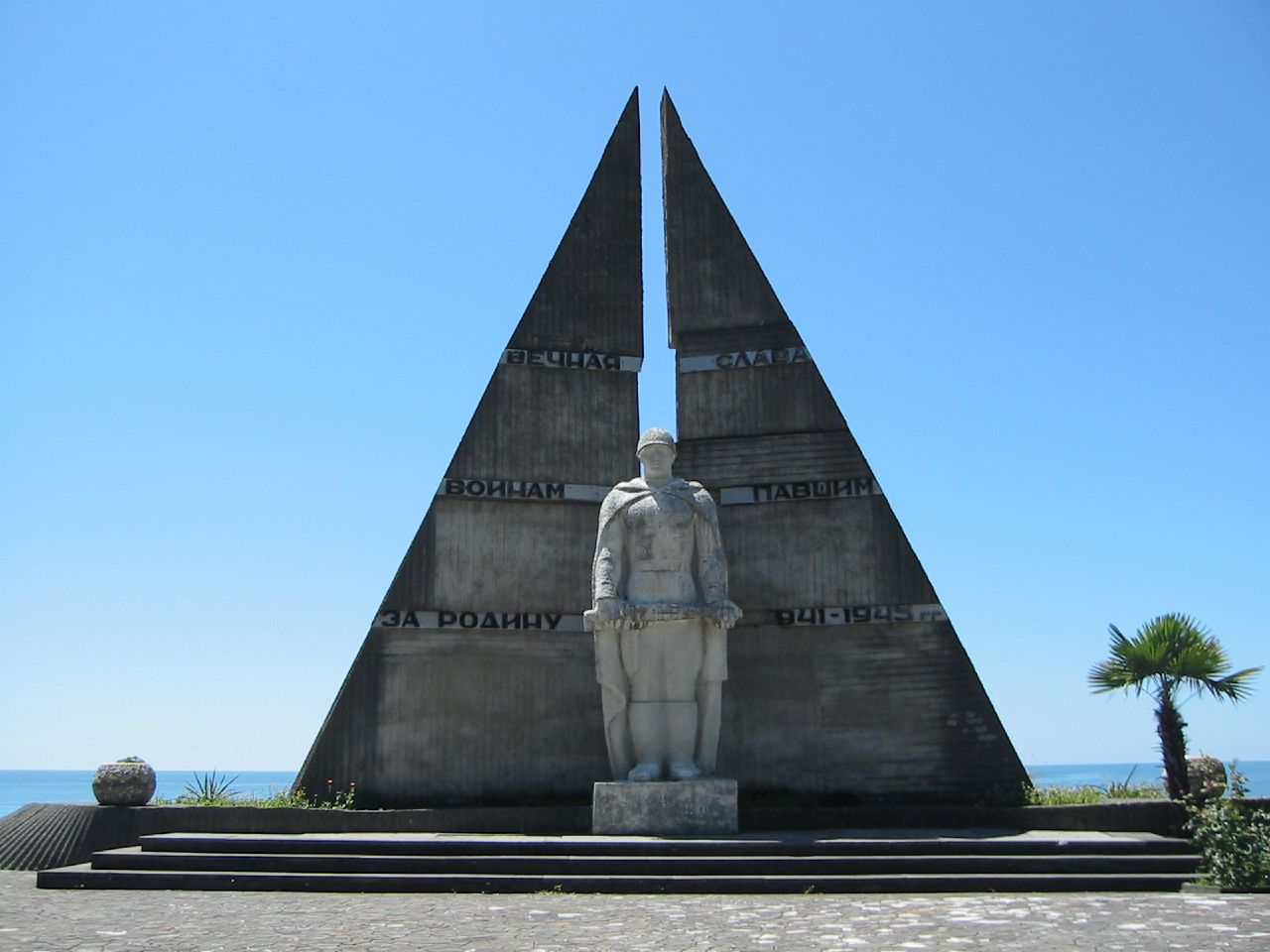
Monumento a los caídos en la Segunda Guerra Mundial
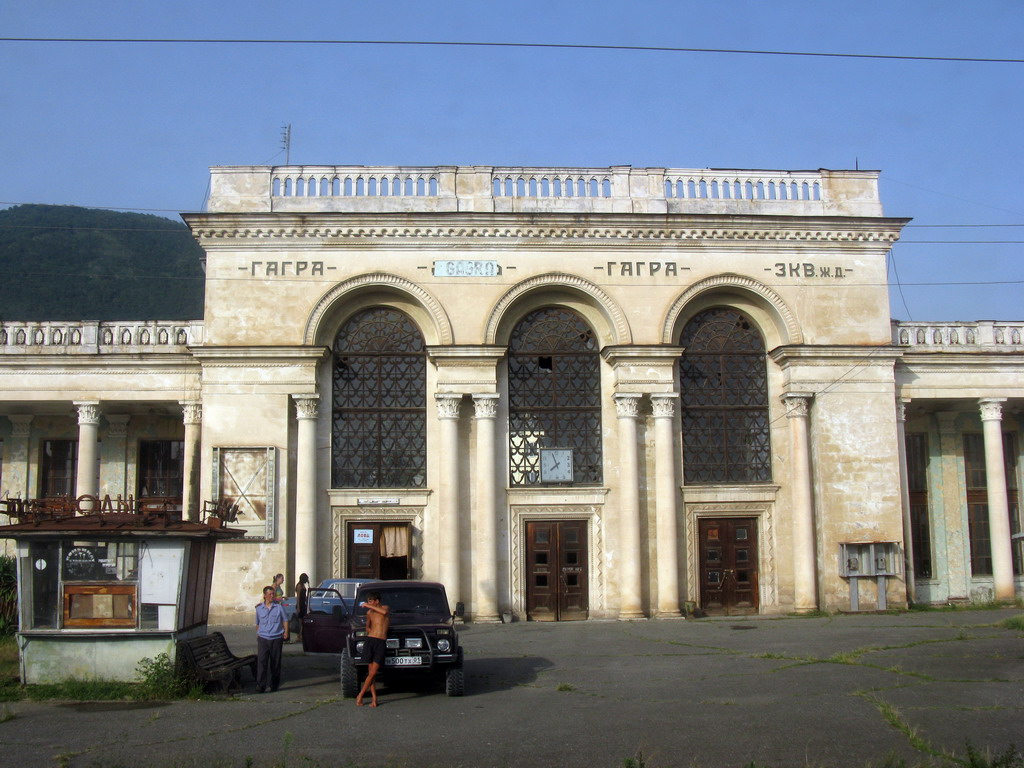
Estación de trenes de Gagra
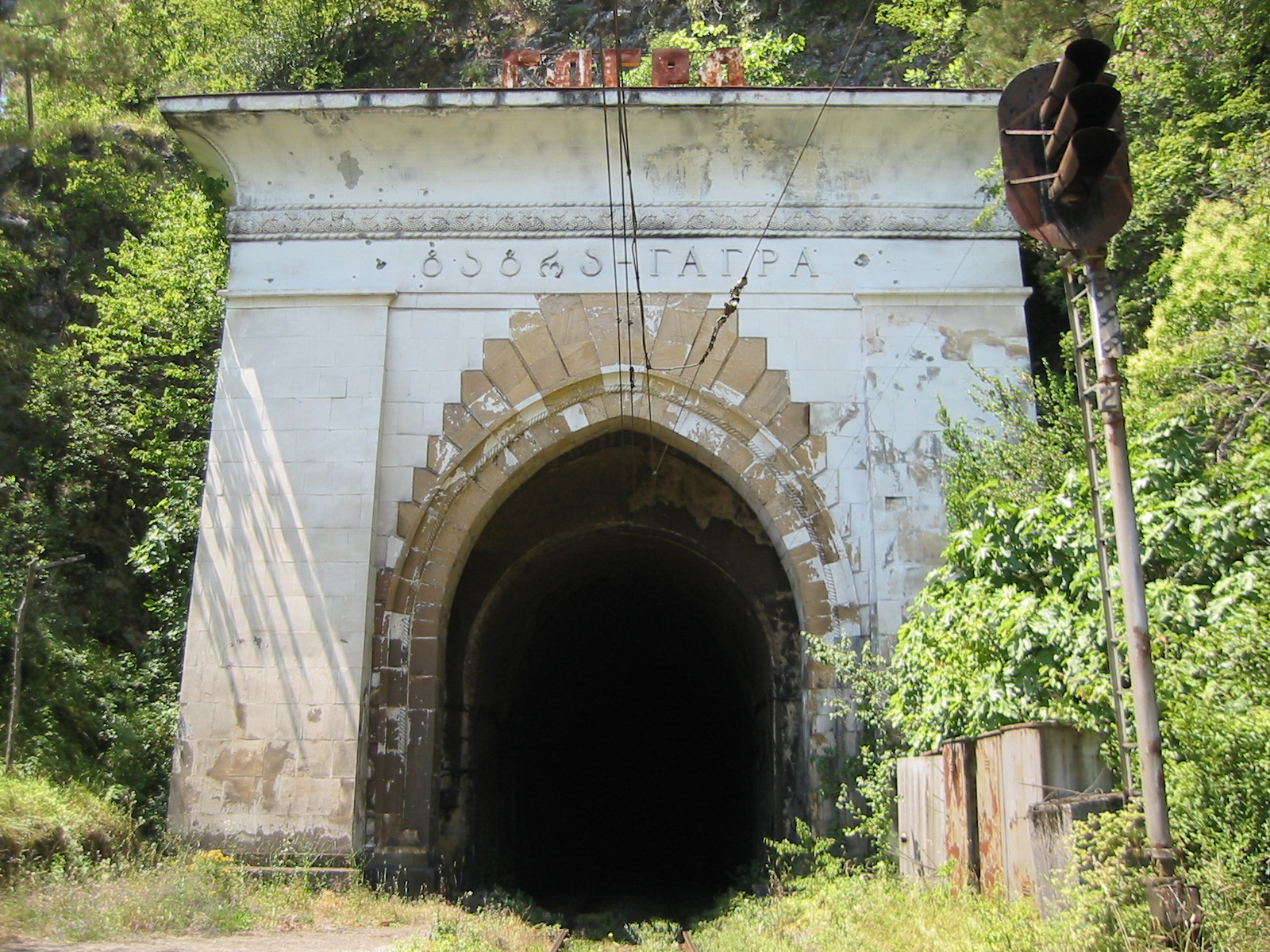
Túnel ferroviario

## Ciudades hermanadas
Gagra está hermanada con las siguientes ciudades:
- Vladímir, Rusia